# Лопес Эрранс, Антонио
Анто́нио Ло́пес Эрра́нс (исп. Antonio López Herranz; 5 апреля 1913, Мадрид — 29 сентября 1959, Лос-Анджелес, Калифорния) — испанский футболист, игравший на позиции нападающего, в частности, за клуб «Реал Мадрид». По завершении игровой карьеры — футбольный тренер. Тренировал сборную Мексики на двух чемпионатах мира — 1954 и 1958 годов.

## Игровая карьера
Лопес Эрранс родился в Мадриде и был воспитанником местного клуба «Атлетик Мадрид». Первым профессиональным клубом нападающего стал клуб Сегунды «Насьональ» из Мадрида, за который он провёл 12 матчей и забил 7 голов в сезоне 1934/1935. С 1935 года выступал за команду «Реал Мадрид», в которой провёл один матч в сезоне 1934/1935 и два в сезоне 1939/1940. Дебют за «Реал» состоялся 8 марта 1936 года в матче против «Севильи» (3:3), в этом матче Антонио отметился забитым мячом.
С 1936 по 1939 год соревнования в Испании не проводились из-за гражданской войны, и во время этого перерыва Лопес Эрранс играл один год в Мексике за клуб «Америка», а также стал победителем Центральноамериканских и Карибских игр в составе сборной Мексики.
В 1940 году покинул «Реал» и подписал контракт с «Эркулесом», также вышедшим в высший дивизион Испании. В своём единственном сезоне за клуб, в котором команда из Аликанте едва избежала вылета, он забил дубли против «Реала Мурсии» (победа дома 4:0) и «Севильи» (поражение на выезде 8:3). Следующий сезон нападающий провёл в клубе Сегунды «Сабадель» и отметился 3 забитыми мячами в 14 матчах.
Завершил игровую карьеру в команде «Мальорка», за которую выступал на протяжении 1943—1944 годов.

## Тренерская карьера
После завершения карьеры вернулся в Мексику, где и обосновался окончательно. Начал тренерскую карьеру, вернувшись в футбол после продолжительного перерыва, в 1951 году, возглавив тренерский штаб клуба «Леон».
В 1952 году стал главным тренером национальной сборной Мексики, тренировал сборную один год. Впоследствии в течение 1953—1957 годов снова возглавлял тренерский штаб сборной Мексики. В 1955 году принял предложение о возвращении в «Леон» на правах совмещения с работой в сборной. Покинул команду из Леона в 1956 году, после чего вернулся в клуб на 1957—1958 годы. Вместе с «Леоном» Антонио стал двукратным чемпионом Мексики в сезонах 1952 и 1956 годов и обладателем Кубка Мексики в сезоне 1957/1958, а также победителем турнира Чемпион чемпионов в 1956 году.
Последним местом тренерской работы была сборная Мексики, главным тренером которой Антонио Лопес Эрранс был в 1958 году. Под его руководством сборная приняла участие в двух чемпионатах мира — 1954 года в Швейцарии и 1958 года в Швеции. На обоих турнирах его команда сумела набрать только одно очко, не сумев выйти из группы.

## Смерть
29 сентября 1959 года Лопес Эрранс умер в Лос-Анджелесе, США, из-за серьёзных проблем с дыханием, которые даже потребовали установки искусственного легкого. Ему было 46 лет.

## Достижения
Мексика
- Победитель Центральноамериканских и Карибских игр: 1938

Леон
- Чемпион Мексики (2): 1952, 1956
- Кубок Мексики: 1957/1958
- Чемпион чемпионов: 1956